# 1890
| 1890                                                  |
| ----------------------------------------------------- |
| Dødsfald - Fødsler                                    |
| • Begivenheder • Litteratur • Musik • Politik • Sport |

| Gregoriansk kalender | 1890 MDCCCXC            |
| Ab urbe condita      | 2643                    |
| Armensk kalender     | 1339 ԹՎ ՌՅԼԹ            |
| Kinesiske kalender   | 4586 – 4587 己丑 – 庚寅 |
| Etiopisk kalender    | 1882 – 1883             |
| Jødisk kalender      | 5650 – 5651             |
| Hindukalendere       |                         |
| - Vikram Samvat      | 1945 – 1946             |
| - Shaka Samvat       | 1812 – 1813             |
| - Kali Yuga          | 4991 – 4992             |
| Iransk kalender      | 1268 – 1269             |
| Islamisk kalender    | 1308 – 1309             |

Konge i Danmark: Christian 9. 1863-1906
Se også 1890 (tal)

## Begivenheder

### Januar
- 1. januar - for første gang bruges der målnet i en fodboldkamp. Det sker i Bolton

### Februar
- 1. februar – Folketælling i Kongeriget Danmark samt på Færøerne

### Marts
- 18. marts – Tysklands rigskansler Otto von Bismarck afgår

### Maj
- 1. maj - i Danmark holdes for første gang socialdemokratisk demonstrationsdag (1. maj fest). Dagen markerer international solidaritet og minder om, at arbejderne i USA i 1888 rejste krav om 8 timers arbejdsdag.

### Juli
- 3. juli – Idaho bliver optaget som USA's 43. stat.
- 10. juli – Wyoming bliver optaget som USA's 44. stat

### August
- 6. august – Verdens første elektriske henrettelse i Auburn fængslet i New York. William Kemmler var dømt skyldig i overlagt mord på sin kone, Tillie Ziegler

### September
- 12. september - det sydafrikanske kompagni grundlægger Salisbury i Rhodesia (i dag Harare i Zimbabwe)

### Oktober
- 6. oktober - Mormonerne i Utah tager afstand fra bigami

### November
- 23. november – Storhertugdømmet Luxembourg udskilles fra Nederlandene

### December
- 29. december – et af de sidste slag mellem indianere og USA soldater finder sted ved Wounded Knee, South Dakota, hvor 300 Siouxindianere under høvding Big Foot bliver massakreret af oberst John Forsyths 7. kavaleriregiment
- 31. december - der indrettes immigrationslejre på Ellis Island, New York City for at tage sig af de mange indvandrere

## Født
- 9. januar – Karel Čapek, tjekkisk forfatter (død 1938).
- 10. februar – Boris Pasternak, russisk forfatter ("Dr Zivago") (død 1960).
- 9. marts – Vjatjeslav Molotov, sovjetisk minister og navnefar til molotovcocktailen (død 1986).
- 6. april – Anthony Fokker, hollandsk flykonstruktør (død 1939).
- 19. maj – Ho Chi Minh, vietnamesisk leder (død 1969).
- 1. juni – Knud Lehn Petersen, dansk arkitekt (død 1974).
- 12. juni – Karl Jørgensen, dansk skuespiller (død 1966).
- 16. juni – Stan Laurel, engelsk-amerikanske komiker ("Gøg") (død 1965).
- 20. juli – Julie Vinter Hansen, dansk astronom (død 1960).
- 11. august - Martinus Thomsen, forfatter af det Tredie Testamente (død 1981)
- 15. august – Kârale Andreassen, grønlandsk lærer, overkateket og kunstner (død 1934).
- 2. oktober – Groucho Marx, amerikansk skuespiller og entertainer (død 1977).
- 11. oktober – Fanny Jensen, dansk politiker, forbundsformand og minister (død 1969).
- 14. oktober – Dwight D. Eisenhower, USA's præsident 1953 - 1961 (død 1969).
- 26. oktober – Percy Howard Hansen, dansk soldat i engelsk tjeneste, som blev dekoreret med Viktoriakorset (død 1951).
- 1. november – Henry Nielsen, dansk skuespiller (død 1967).
- 22. november – Charles de Gaulle, fransk general, statsmand og præsident fra 1959-1969. (død 1970).
- 14. december – Sigurd Hoel, norsk forfatter (død 1960).
- 28. december - Viktor Lutze, tysk politichef i Hannover og chef i SA fra 1934 til sin død i 1943.

## Dødsfald
- 29. juli – Vincent van Gogh, nederlandsk maler (født 1853).
- 8. november – César Franck, belgisk-fransk komponist og organist. 67 år.
- 23. november – Vilhelm 3. af Nederlandene fra 1849 til sin død (født 1817).
- 15. december – Sitting Bull, som i 1876 besejrede General George Armstrong Custer i slaget ved Little Bighorn, dræbes af politiet i South Dakota, da han modsætter sig en ulovlig anholdelse under en åndedans (født ca. 1831).
- 21. december – Johanne Luise Heiberg, dansk skuespillerinde  (født 1812).
- 21. december – Niels W. Gade, dansk komponist og dirigent. (født 1817).
- 26. december – Heinrich Schliemann, tysk forretningsmand og arkæolog, som fandt og udgravede Troja (født 1822).